# 合併症
合併症（がっぺいしょう、complication）とは、「ある病気が原因となって起こる別の病気」または「手術や検査などの後，それらがもとになって起こることがある病気」の二つの意味を持つ医学用語である。

## 概念
一つ目の意味は、原疾患（もともとある病気のこと、英語：primary illness）が前提となって生ずる続発性の病態・病変・疾患で、例えば糖尿病患者が次第に腎症を併発するように、原疾患そのものを原因として発症する病気や症状をいう。これは併存疾患、併存症（Comrbdity, or Co-existing disease）と呼ばれることもあるが、併存疾患は元の病気とは関係が無い別の病気であるとも言われる。この意味について、何かの病気と一緒に必ず起こる病気のことだとの誤解（28.8％）や，（原疾患に伴って）偶然に起こった病気も含めるとの誤解（31.1％）が多い。
二つ目の意味として、腹部手術後に続発するイレウスのように、原疾患に対する内視鏡や手術などの検査あるいは治療に伴ってある確率で不可避に生じる病気や症状も同様に合併症（「検査の合併症」、「術後合併症」）と呼ばれている。これは偶発症（incident）とも呼ばれる。この意味での合併症を医療過誤や医療事故と勘違いする患者が後を絶たない（19.1％）が、最大限の注意を払って最善の治療を施しても回避不可能であるという点で異なり、いわば「医学の限界」とも呼ぶべきものである。
国立国語研究所の調査では、この言葉の認知率は97.4％と非常に高いにもかかわらず、一つ目の意味の理解率は54.0％，二つ目の意味は18.5％と、いずれの意味においても理解率は極めて低いという結果が出ている。こうした混乱が起きる原因として、日常語「合併」と医療用語「合併症」とで意味のずれが大きいこと、医療用語の「合併症」が二つの意味を同じ言葉で表していること、の二点が考えられている。

## 合併症の例
- 一つ目の意味
  - 糖尿病の三大合併症として、腎障害、網膜障害、神経障害が有名である。
  - 高血圧の合併症として、脳卒中、各種心臓病、腎障害などがある。
  - インフルエンザ、コロナウイルスの危険な合併症として、細菌性肺炎、インフルエンザ脳症、心筋炎などがある。
- 二つ目の意味
  - 腹部手術後、腹腔内の癒着が不可避に生じ、イレウスが生じることがある。
  - 消化管内視鏡の合併症として、消化管穿孔、出血などが挙げられる。
  - 血管内カテーテル検査の合併症として、血管破裂および出血、脳梗塞、心筋梗塞などがある。

## 死亡診断書における原疾患と合併症
肝硬変患者で腹水貯留と食道静脈瘤の破綻があるときは、肝硬変が原疾患、腹水貯留と食道静脈瘤が合併症となる。十二指腸潰瘍が穿孔して急性化膿性腹膜炎になったときは、十二指腸潰瘍が原疾患、腹膜炎が合併症である。合併症が死亡診断書の「死亡の原因」の項目の直接死因となることも稀でない（下表の例1～3）。ただし、進行性の肺癌が原因で終末期に肺炎を併発して呼吸不全で死亡したような例では、直接死因にそのまま原疾患を記入してもよい（下表の例4）。
| 例 | ㋐ 直接死因    | ㋑ アの原因  | ㋒ イの原因        |
| -- | -------------- | ------------ | ------------------ |
| 1  | 食道静脈瘤破綻 | 肝硬変       | 慢性ウイルス性肝炎 |
| 2  | 誤嚥性肺炎     | 脳梗塞       |                    |
| 3  | 急性腹膜炎     | 十二指腸潰瘍 |                    |
| 4  | 肺癌           |              |                    |